# 嘉基公司
嘉基公司是一家总部位于瑞士巴塞尔的化学品公司，1970年与汽巴公司（Ciba.Ltd）合并，形成新的汽巴-嘉基公司。

## 历史
- 1758年，嘉基家族的Johann Rudolf Geigy-Gemuseus开始在瑞士巴塞尔经营化学品、染料、粘合剂和药品。
- 1857年，Johann Rudolf Geigy-Merian和Johann Müller-Pack在巴塞尔开设了一家染料作坊。两年后，他们开始生产合成品红染料。
- 1901年，嘉基家族企业转为公开的有限公司，名称定为J.R.嘉基有限公司。
- 1925年起，嘉基开始生产纺织助剂，此业务部门在3年后被汽巴公司取得。
- 1935年起，嘉基开始生产杀虫剂，1938年后，嘉基又设立了制药部门。
- 1948年，嘉基公司的研究人员保羅·赫爾曼·穆勒因发现杀虫剂滴滴涕而获得诺贝尔生理学或医学奖。
- 1940年代到1960年代，嘉基公司继续在各个领域开发新产品，其中包括抗风湿药物Butazolidin、除草剂Simazin或Atrazin、精神类抗抑郁症药物Tofranil、利尿剂Hygroton及抗癫痫药Tegretol。